# .mf
Pour les articles homonymes, voir MF.
.mf est le domaine de premier niveau national réservé à Saint-Martin mais n'est actuellement pas utilisé car l'enregistrement n'est pas ouvert ou aucun site ne l'utilise. L'Autorité de mise à jour de l'ISO 3166 décide de réserver .mf, conformément à l'ISO 3166-1 alpha-2, pour Saint-Martin le 21 septembre 2007, suivant la décision du nouveau statut de Saint-Martin d'être une collectivité d'outre-mer français.